# Vaglio (agricoltura)

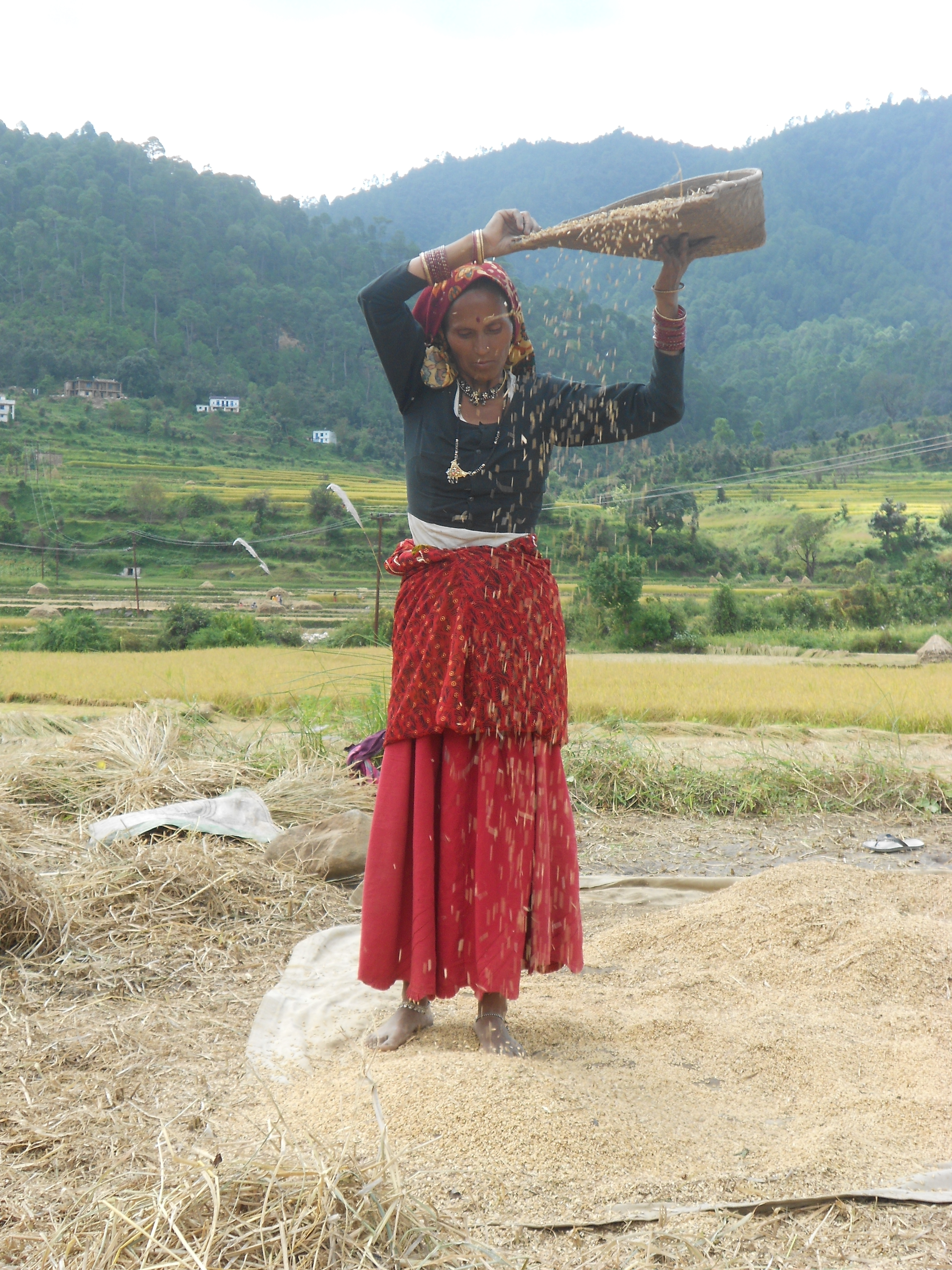
Vagliatura del riso in India

Il vaglio (anche chiamato setaccio, staccio, cribro o crivello) è un manufatto a forma di largo setaccio per vagliare a mano il grano o altri cereali, cioè per separare la lolla dal cereale.
In Friuli ha forma concava, in forma di valva di conchiglia, con il margine anteriore ribassato e quello posteriore diritto. Se presenti i manici sono collocati nelle porzioni laterali del cesto. La tecnica costruttiva è variabile: stecche di castagno o abete trafilato disposte a stella con trame talvolta decorate in vermene di salice decorticato o grezzo; portate e trama di salice giallo decorticato o rosso naturale; fuscelli di segale o sala con intrecciatura a spirale, intessuti con corteccia di salice. I cereali raccolti nel vaglio venivano fatti scivolare verso il margine anteriore ribassato con funzione di sessola, poi tenendo il contenitore per i manici laterali con il margine alto aderente al corpo si agitava il manufatto con movimenti ritmici di modo che la corrente d'aria prodotta eliminasse pula e scorie. Nell'agricoltura contemporanea il vaglio è stato sostituito dal ventilabro meccanico o dalla trebbiatrice. Fino ai primi decenni del Novecento i cestai della Val Tramontina erano specializzati nella fabbricazione di vagli..